# Vodní pólo na mistrovství Evropy v plaveckých sportech 1958
Zápasy ve vodním pólu na mistrovství Evropy v plaveckých sportech za rok 1958 proběhly v Budapešti, Maďarsko ve dnech 31. srpna až 6. září 1958.

## Československá stopa
Československý plavecký svaz reprezentaci na mistrovství Evropy nepřihlásil.

## Medailisté
| Muži | Zlato | Stříbro | Bronz |
| ---- | --- | --- | --- |
| Tým  | Maďarská lidová republika (HUN) (Ottó Boros, Gábor Csillag, Zoltán Dömötör, István Hevesi, László Jeney, Tivadar Kanizsa, György Kárpáti, András Katona, Kálmán Markovits, Mihály Mayer, Robert Molnár, István Pintér, József Vaczi) | Jugoslávie (YUG) (Gojko Arneri, Jani Barle, Ivo Cipci, Borisz Ježić, Zdravko Ježić, Hrvoje Kačić, Petar Katusević, Milan Muškatirović, Lovro Radonić, Zlatko Šimenc, Bozsidar Szantnisić, ??? (n), ??? (n)) | Sovětský svaz (URS) (Viktor Agejev, Pjotr Breus, Boris Gojchman, Nodar Gvacharija, Anatolij Kartašov, Jurij Korotkov, Vjačeslav Kurennoj, Petre Mšvenyjeradze, Vladimir Novikov, Valentin Prokopov, Vladimir Semjonov), ??? (n), ??? (n)) |

pozn. Dva hráči ze sestav byli nehrajícími náhradníky tj. náhradníci na tribuně, nebo necestujující náhradníci připraveni na telefonu dorazit v případě zranění.